# Tartiflette
La tartiflette è un piatto tipico dell'Alta Savoia composto da formaggio reblochon, patate, cipolle e pancetta.
È preparato anche in Valle d'Aosta e nell'area intorno al Monte Bianco.

## Etimologia
Il nome deriva dal dialetto savoiardo tartifla, che significa patata. Tale nome è in uso anche in Valle d'Aosta, insieme alla variante trifolette (in particolare a Arvier), poiché in patois valdostano la patata è definita da due varianti, tartifla e trifolla, distribuite sul territorio senza soluzione di continuità.

## Origine
La tartiflette è un piatto inventato negli anni ottanta nelle Alpi francesi per promuovere il reblochon, formaggio tipico savoiardo AOC (Appellation d'origine contrôlée) dal 1958 preparato con latte crudo vaccino.
Prima della creazione della tartiflette, sulle Alpi francofone erano abbastanza comuni gli sformati con patate tagliate a fette, formaggi locali e lardo. In particolare, va citato il piatto chiamato in dialetto savoiardo péla, che viene però cucinato in una pentola sul fuoco, anziché al forno.
Il piatto viene consumato principalmente d'inverno.